# Элиезер бен-Иоель га-Леви
Элиезер бен-Иоель га-Леви из Бонна (род. в Бонне ок. 1160 года, ум. ок. 1235 г.) — германский галахист, чьи сочинения являются основным источником произведений Меира из Ротенбурга, Ашера и Мордехая и, таким образом — краеугольным камнем ритуала ашкеназских евреев. Он был великим знатоком Торы.

## Биография
Внук рабби Элиезера бен-Натан. Учился в школах раввинов Элиезера бен-Самуил и Моисея бен-Соломона га-Когена в Майнце.
В 1197 году бежал из Бонна в Бинген, спасаясь от преследований крестоносцев; его имущество и богатое собрание рукописей были разграблены .
В 1200 году стал раввином и ректором раввинской академии в Бонне .

## Труды
Сочинения Элиезера сохранились в многочисленных рукописях, весьма искажённых. Общество «Мекице Нирдамим» (в Лыке с 1864 г.) поставило себе целью издать его сочинения с критическим разбором .
- Главный труд Элиезера — «Равья» или «Ави ха-Эзри» («Мой отец — моя помощь»), включающий 1154 параграфа, — был издан В. Аптовицером (1913).
- «Авиасаф» (буквально «Мой отец собрал») — сборник решений;
- тосафот к разным талмудическим трактатам;
- селиха, начинающаяся словами רפת לא ונתא ךתירנ.
- Небольшая часть сочинения ירזעה ינא издана рабби Хаимом-Натаном Дембицером, снабдившим её глоссами ןח תיול (Краков, 1882)[3].